# Koen Dobbelaer
Koen Dobbelaer  1999 of 2000 is een Nederlands kindacteur. Hij is o.a bekend van de film Bennie Stout.
De Utrechtse acteur Dobbelaer speelde de hoofdrol in de Sinterklaasfilm Bennie Stout uit 2011, een film die met 217.000 toeschouwers de status van Gouden Film verwierf. Op het moment van opname was Dobbelaer elf jaar oud. Hij hernam die rol dat jaar ook in een aflevering van PAU!L. Hij debuteerde op achtjarige leeftijd in een korte film van Joost van Ginkel.
Later volgden rollen in de televisieseries De Leeuwenkuil, SpangaS en Verborgen Verhalen en in de korte films Continuüm van Wietske de Klerk uit 2012 en Stille Storm van Guido Coppis uit 2017.